# Ariel Kenig
Ariel Kenig es un escritor y dramaturgo francés nacido el 24 de junio de 1983. De madre francesa y padre 
polaco, creció en la región de París y descubrió la literatura a los 17 años.
Lamentando que este descubrimiento le hubiera llegado tan tarde, deja sus estudios en 2003 y se dedica por completo a la escritura. Más adelante conoce a Audrey Diwan, que se convierte en su editora y le permite publicar su primera novela (Camping Atlantic, 2005, editorial Denoël). Este primer libro llamó la atención del público; trata del violento aburrimento de la adolescencia, y de la fuerza de la fraternidad a través del protagonista, Adonis. La historia suscitó tal interés que el Teatro del Marais (París) presentó una puesta en escena del texto.
Ariel Kenig se dirige entonces hacia el teatro con tres obras: Elle t’embrasse, Pas ce soir y Pompéi ou le suspense pornographique, antes de publicar su segunda novela, La Pause, en 2006. Esta ficción social lleva al lector a la periferia y al mundo de la fábrica, mientras que la escritura, mezcla la introspección y las obsevaciones sociológicas.
Ariel Kenig se mueve igualmente en otros géneros y publica un ensayo en 2007 (Quitter la France) en el cual reflexiona sobre lo que queda del sentimiento de ser francés.
Una cuarta novela (New Wave) se espera para el 27 de agosto de 2008 (editorial Flammarion). Procede de un guion del actor y director Gaël Morel (que ha rodado con André Téchiné en Les Roseaux Sauvages).
Moviéndose entre una gran conciencia de los actuales problemas sociales y una gran sensibilidad literaria y teatral que se traduce en sus frases, Ariel Kenig forma parte de los jóvenes talentos de la literatura en lengua francesa y con un futuro prometedor. Su obra utiliza especialmente la adolescencia para dar un nuevo punto de vista, a veces feroz, sobre los dos mundos que esta edad delimita: la infancia y la edad adulta, con sus defectos, la mediocridad, la fealdad, la pobreza, la renuncia, la relación entre padres e hijos, etc.

## Novelas y estudios
- Camping Atlantic (2005, editorial Denoël – 190 páginas - ISBN 978-2-207-25609-1). 
  - « En un estilo depurado, Ariel Kenig ofrece una novela a la vez sensible, asfixiante y perfectamente organizada » (Glamour)
- La Pause (2006, editorial Denoël – 145 páginas – ISBN 978-2-207-25808-8). 
  - « Ariel Kenig sabe describir el miedo al paro en el medio obrero, la tentación del nihilismo en las víctimas de la sociedad. También dice que las novelas no son nunca tristes o alegres, están escritas o no lo están. La suya lo está » (Le Monde)
- Quitter la France (2007, editorial Denoël – 75 páginas – ISBN 978-2-207-25960-3) 
  - « Cada frase es una miga de verdad, arrancada con las uñas » (Libération)

## Teatro
- Pompéi ou le suspense pornographique (2007)
- Le Feu (2007)
- Pas ce soir

## Literatura para jóvenes
- Je ne suis pas un panda (agosto de 2008)
- La littérature est un jeu (abril de 2007 - editorial Librio - 92 páginas - ISBN 978-2-290-00348-0)
- Mon oeil (agosto de 2007 - editorial Thierry Magnier - colección Photoroman - 115 páginas - ISBN 978-2-84420-578-0)

- Datos: Q659155